# Campello (Itri)
Campello è una frazione di interesse storico e naturalistico del comune di Itri, in provincia di Latina.

## Storia

### Origini del nome
Il toponimo Campello corrisponde ad un altopiano dove si sono succeduti insediamenti di diverse civiltà nello svolgersi dei millenni. Nel medioevo vi sorse un centro fortificato, il castrum di Campello, che appartenne al ducato di Gaeta, poi alla contea di Fondi; fu abbandonato a metà del XV secolo.

### Dati storici
Il castrum Campelli, nato intorno all'XI secolo, fece parte del ducato di Gaeta, come la vicina Itri. Nel 1176, inquadrato nella contea di Fondi sotto il dominio della famiglia dell'Aquila, era governato dal barone Raulle di Carta e doveva fornire 5 uomini alla crociata bandita dal pontefice Urbano II. Nel 1269 figurò, in una cedola, tassato per 33 fuochi (circa 160 abitanti). Fu abbandonato verso la metà del XV secolo. Nel 1491 apparteneva a di Onorato II Caetani d’Aragona, logoteta e protonotario del Regno di Napoli, conte di Fondi, che vi teneva 162 tra verri e verrini, accuditi da Matteo di Amaseno. In seguito all'abbandono del paese il capitolo della collegiata di S. Pietro di Campello fu aggregato al capitolo di S. Maria Maggiore di Itri, sotto il pontificato di Paolo III, grazie all'intercessione della contessa di Fondi, Isabella Colonna, quando era vescovo di Gaeta mons. Pietro Flores. Di questa chiesa nel 1478 era arciprete don Giovanni Paganelli di Itri; secondo una tradizione, dalla essa proveniva la campanella un tempo collocata nel coro di S. Maria Maggiore di Itri. Nel 1715 il vescovo di Gaeta, mons. Giuseppe  Guerriero De Torres, mentre era in viaggio per compiere la visita pastorale alla  chiesa di S. Pietro di Campello, fu rapito dai briganti insieme al suo seguito di tre persone e venne liberato solo dopo il pagamento del riscatto.
Il feudo di Campello divenne proprietà del barone Antonio De Felice, di Esperia: questi, catturato dai briganti alla “Forcella Rava”, subì un riscatto di 400 ducati. Suo figlio Pietro, dopo aver perso una causa con il Comune di Campodimele, dovette cedere Campello al duca napoletano Giovene, che popolò la zona boscosa con migliaia di capi suini, ovini e bovini; ma per la cattiva amministrazione, il clima freddo e la mancanza di mezzi idonei a conservare il foraggio, dovette vendere tutto. Agli inizi del Novecento Campello fu ceduto dalla Banca d’Italia per lire 200.000 lire ai Fondi Rustici, poi passò al commendatore Augusto Iaccarino. Oggi l'altopiano, dell'estensione di oltre 1.100 ettari, è amministrato dall’Ente statale della Forestale. Nel territorio vi è dell’ottima creta, utilizzata da una fabbrica di laterizi fino a pochi decenni or sono.